# Nguyễn Anh Biên
Nguyễn Anh Biên (18 tháng 12, 1937 - 26 tháng 11, 2019) quê Thanh Hóa, là nhà văn, nhà viết kịch Việt Nam, được tặng Giải thưởng Nhà nước về Văn học Nghệ thuật năm 2007.

## Tiểu sử
Nguyễn Anh Biên sinh ngày 18 tháng 12 năm 1937 tại làng Tín Bản, xã Trường Trung, huyện Nông Cống, tỉnh Thanh Hoá.
Tốt nghiệp phổ thông trung học năm 1958, ông gia nhập quân đội, từng bị thương trong đợt tổng tiến công Mậu Thân năm 1968 ở mặt trận Đak Tô, Tây Nguyên. Ông tốt nghiệp Đại học Sân khấu và điện ảnh Hà Nội, khoa lý luận và biên kịch. Chuyên viên nghệ thuật Thành uỷ Hà Nội.
Ông là Hội viên Hội Nhà văn Việt Nam (1998), Hội viên Hội Nghệ sĩ Sân khấu Việt Nam, Hội viên Hội Nhà báo Việt Nam, Hội viên Hội Văn học Nghệ thuật Hà Nội, nguyên Tổng biên tập báo "Người Hà Nội".
Ông mất ngày 26 tháng 11 năm 2019 tại Hà Nội.

## Sự nghiệp
Trong sự nghiệp văn học, Nguyễn Anh Biên đã viết nhiều tác phẩm được bạn đọc đón nhận như: Tình đời (1990), Một đời yêu (1991), Xuân lẳng lơ (1993), Vũ trụ nghiêng (1996), Dòng sông tha thiết (2001), Dòng sông xanh (2001), Khi tình yêu đã chết (1997), Người đi tìm vàng (1992), Lời thì thầm chiến tranh (1997)… Trong đó, truyện ngắn Xuân đa tình là một ấn phẩm được nhiều bạn đọc quan tâm.
Ông đã sáng tác 30 vở kịch dài, hầu hết được dàn dựng ở các nhà hát, các đoàn kịch lớn, xưởng phim truyện và hoạt hình. Tiêu biểu có: Đại thắng Thăng Long, Con thuyền chở linh hồn, Biển cồn cào, Mùa hoa sữa.
Ông đã có 18 giải thưởng văn học kịch và Huy chương vàng, bạc trong các kỳ hội diễn sân khấu chuyên nghiệp toàn quốc của Hội Nghệ sỹ Sân khấu và Cục Biểu diễn Nghệ thuật - Bộ Văn hoá Thông tin, cho các tác phẩm: Khi tình yêu đã chết (1990); Biển cồn cào (1995); Trần Thủ Độ (1995); Điểm tựa mê say (1980); Người đi tìm vàng (1994); Thiên thanh và huyền thoại (1995); Khoảng trống (1996); Biển khát (1997). Phim: Lời thì thầm chiến tranh (1997); Đám cưới sáo (phim hoạt hình); Mùa hoa sữa (2001).
Ông được tặng Giải thưởng Nhà nước về Văn học Nghệ thuật năm 2007 với các tác phẩm kịch: Khi tình yêu đã chết, Biển cồn cào, Cột trụ chống trời.

## Tác phẩm chính[2]

### Kịch bản sân khấu
- Đại thắng Thăng Long
- Con thuyền chở linh hồn
- Biển cồn cào
- Mùa hoa sữa
- Khi tình yêu đã chết,
- Cột trụ chống trời.

### Tiểu thuyết
- Tình đời (1990)
- Một đời yêu (1991)
- Vũ trụ nghiêng (1996)
- Dòng sông xanh (2001)
- Người đi tìm vàng (1992)
- Lời thì thầm chiến tranh (1997)

### Tập truyện ngắn
- Xuân lẳng lơ (1993)
- Dòng sông thao thiết (2001)

### Tập kịch
- Khi tình yêu đã chết (1997)
- Biển khát (2003)

## Vinh danh
- Giải thưởng Nhà nước về Văn học Nghệ thuật năm 2007